# Haute école des arts de Berne
 (mai 2023).
Si vous disposez d'ouvrages ou d'articles de référence ou si vous connaissez des sites web de qualité traitant du thème abordé ici, merci de compléter l'article en donnant les références utiles à sa vérifiabilité et en les liant à la section « Notes et références ».
La Haute école des arts de Berne (Hochschule der Künste Bern (HKB)) est une haute école des arts avec des campus à Berne et à Biel/Bienne (Suisse). Elle est née en 2003 de la fusion de la Hochschule für Musik und Theater et de la Hochschule für Gestaltung, Kunst und Konservierung. L'établissement d'enseignement est l'un des huit départements de la Haute École spécialisée bernoise.
La HKB comprend les facultés de musique, de design et d'art, d'opéra/théâtre, de conservation et de restauration, l'Institut de littérature suisse et l'Institut Y. Il propose des programmes de licence et de master reconnus au niveau international. Depuis 2006, il est possible de suivre une formation d'auteur à l'Institut littéraire suisse.

## Anciens élèves
La HKB ou les institutions qui l'ont précédée, telles que l'École de design, d'art et de conservation (HGKK), le Conservatoire de Berne et l'École de musique et de théâtre (HMT) de Berne, ont formé de nombreux designers et artistes de renom. Certains se sont consacrés au théâtre ou au cinéma d'une autre manière, par exemple en tant qu'auteurs ou metteurs en scène.

### Conservatoire (1965–1990)
- Yangzom Brauen
- Patricia Kopatchinskaja
- Stefan Kurt
- Maximilian Schell
- Charlotte Schwab
- Isabelle Stoffel
- Bettina Stucky
- Michael Thalheimer

### Haute école des arts (depuis 2003)
- Florian Anderer
- Tomas Flachs Nóbrega
- Sebastian Fischer
- Ana Roldán
- David Tobias Schneider
- Elina Duni
- Erica Piccotti
- Reto Stalder
- Dennis Schwabenland
- Pamela Rosenkranz